# Зиммерман (город, Миннесота)
Зиммерман (англ. Zimmerman) — город в округе Шербурн, штат Миннесота, США. На площади 7,4 км² (7,2 км² — суша, 0,2 км² — вода), согласно переписи 2002 года, проживают 2851 человек. Плотность населения составляет 396,2 чел./км².
- Телефонный код города — 763
- Почтовый индекс — 55398
- FIPS-код города — 27-72238[1]
- GNIS-идентификатор —